# آنتونی گونسالوز
آنتونی گونسالوز (انگلیسی: Anthony Gonçalves؛ زادهٔ ۶ مارس ۱۹۸۶) بازیکن فوتبال اهل فرانسه است.
از باشگاه‌هایی که در آن بازی کرده‌است می‌توان به باشگاه فوتبال کان اشاره کرد.